# Forcepia convergens
Forcepia convergens är en svampdjursart som först beskrevs av Topsent 1928.  Forcepia convergens ingår i släktet Forcepia och familjen Coelosphaeridae. Inga underarter finns listade i Catalogue of Life.